# Парантака I
Парантака I (*முதலாம் பராந்தக சோழன, д/н —950) — 3-й раджакесарі держави Чола у 910–950 роках.

## Життєпис
Син володаря (раджакесарі) Адітьї I, після смерті якого у 910 році посів трон. Того ж року вдерся до Пандьї, де захопив столицю Мадура, прийнявши титул Мадураконда (Підкорювач Мадури). Після цього при Веллорі переміг об'єднані сили Раджасімхи II Пандьї та Кассапи V, магараджи Сінґалії. Вороги вимушені були відступити до о. Шрі-Ланка. Паратака I вдерся до Шрі-Данки, намагаючись остаточно здолати супротивників, проте після тривалої боротьбі не досяг успіху. Втім прийняв титул паракесарі (на кшталт імператора).
Після повернення до своєї столиці Танджора Паратака розпочав військову кампанію на півночі, де остаточно знищив державу Паллавів, приєднавши їх землі до своїх, згодом розбив армії царств Вайдумбів та Сітпулі (сучасний штат Андхра-Прадеш). Результатом цього походу стало розширення держави Чола до ріки Неллора на півночі.
Вслід за цим Паратака I поставив за мету підкорити південний захід Індостану. Для цього уклав династичний союз з державою Чера. Наступним кроком було підкорення держави Західних Гангів.
Втім діями Чола занепокоїлися Раштракути. Їх володар Крішна III виступив проти Чола й у битві при Такколамі у 949 році завдав нищівної поразки чоланській армії на чолі зі старшим принцом Раджадітьєю, який загинув. Внаслідок цього Раштракути захопили найважливіші міста Чола — Танджор й Канчі. Це призвело до суттєвого ослаблення Чола, а сам Паратака I переніс тяжкий удар, внаслідок чого помер наступного року.